# 矢部金太郎
矢部 金太郎（やべ きんたろう、1892年（明治25年）8月10日- 1976年（昭和51年）8月12日）は、日本の建築家。銀座にあった旧建築会館や田園調布駅の設計で知られ、田園調布の都市計画にも関わる。第2次世界大戦後は、郷里で建設業に従事、また町会議員を務めた。

## 来歴
- 1892年（明治25年） 静岡県生まれ
- 1918年（大正7年） 東京美術学校図案科第二部卒業。同年、内務省明治神宮造営局に奉職し[2]、聖徳記念絵画館（1926年竣工）の建設に関わる[3]
- 1923年（大正12年） 早稲田大学大隈講堂建築設計懸賞競技の3等当選
- 1924年（大正13年） 田園都市株式会社に籍を置き、田園調布の開発に参加
- 1925年（大正14年） 復興建築助成株式会社に移籍
- 1929年（昭和4年） 2度目の建築会館建築懸賞設計競技で1等当選[4]。
- 1934年（昭和9年） 東京市庁舎建築設計懸賞競技で選外佳作二席に入選（一等は宮地二郎）[5]。
- 1936年（昭和11年） 大倉喜七郎の欧米視察旅行に同行[6]。
- 1937年（昭和12年）頃、銀座の高橋（貞太郎）建築事務所に入所
- 1938年（昭和13年）頃、新橋に自身の建築設計事務所を開設
- 1943年（昭和18年） 三井土建総合研究所で副部長に就く[7]
- 1945年（昭和20年） 故郷の静岡県相良町に疎開
- 1951年（昭和26年） 相良町町会議員（1959年まで）
- 1976年（昭和51年） 8月に逝去

## 作品
- 田園調布駅 - 1924年（大正13年） 田園調布（東京都大田区）。平成になって駅地下化のため撤去され、外観が復元された
- 多摩川園（園内デザイン）
- 渋沢秀雄邸 - 1924年（大正13年）田園調布。あめりか屋が施工担当
- はいばらビル - 1927年（昭和2年）日本橋（東京都中央区）。中村直次郎と共同、復興建築助成株式会社で建設
- 旧建築会館 - 1930年（昭和5年）銀座（東京都中央区）。コンペ当選案、実施設計を復興建築助成株式会社で行う。1982年に取り壊し。現在の建築会館（港区芝）に、一部部材（装飾）が保存されている
- 泰明商会 - 1930年（昭和5年）銀座[8]
- 芝本龍平邸 - 1935頃、田園調布
- 犬丸邸 - 1936年（昭和11年）田園調布
- 川奈ホテル（インテリア） - 1936年。高橋貞太郎設計のホテル。1936年[9]
- 篠原千三郎邸 - 田園調布
- 相良町立相良中学校校舎 - 静岡県相良町（現牧之原市）
- 相良町大江区公会堂 - 静岡県相良町